# Andrey Akopyants
Andrey Akopyants (ros. Акопянц Андрей Акопович, ur. 27 sierpnia 1977) – uzbecki piłkarz występujący podczas kariery na pozycji pomocnika. Były reprezentant Uzbekistanu - w barwach narodowych wystąpił 40-krotnie, zdobywając 6 bramek.

## Kariera klubowa
Akopyants swoją karierę rozpoczął w Paxtakorze Taszkent. Tam też zdobył zarówno mistrzostwo jak i puchar Uzbekistanu. W swojej karierze zdobył także, jako zawodnik FK Daugavy w 2007, puchar Łotwy. Karierę zakończył w 2014 roku, w uzbeckim Neftchi Fergana.

## Kariera reprezentacyjna
Akopyants zadebiutował, a także strzelił swojego pierwszego gola w reprezentacji Uzbekistanu w 1998 roku. Znalazł się w kadrze Uzbekistanu na Puchar Azji 2004, gdzie zaliczył 3 występy. Karierę reprezentacyjną zakończył w 2005 roku, notując łącznie 40 spotkań i 6 bramek.
| Reprezentacja | Rok     | Mecze | Bramki |
| ------------- | ------- | ----- | ------ |
| Uzbekistan    | 1998    | 7     | 3      |
| Uzbekistan    | 1999    | 3     | 0      |
| Uzbekistan    | 2000    | 3     | 0      |
| Uzbekistan    | 2001    | 7     | 1      |
| Uzbekistan    | 2003    | 9     | 2      |
| Uzbekistan    | 2004    | 8     | 0      |
| Uzbekistan    | 2005    | 3     | 0      |
| Ogólnie       | Ogólnie | 40    | 6      |

## Sukcesy

### Paxtakor Taszkent
- Zwycięstwo
  - Oʻzbekiston Oliy Ligasi: 1998
  - Puchar Uzbekistanu: 1997

### FK Daugava
- Zwycięstwo
  - Puchar Łotwy: 2008